# Fabio Sabatini
Fabio Sabatini (Pescia, 18 de febrero de 1985) es un ciclista italiano que fue profesional desde 2006 hasta 2021.
Tuvo una muy destacada actuación en la Volta a Cataluña 2009 donde consiguió finalizar una etapa en segunda posición y otras dos en tercera.

## Palmarés
2005
- Copa Ciudad de Asti

## Resultados en Grandes Vueltas y Campeonatos del Mundo
| Carrera         | Carrera         | 2006 | 2007  | 2008  | 2009  | 2010  | 2011  | 2012 | 2013  | 2014  | 2015  | 2016  | 2017  | 2018  | 2019 | 2020 | 2021  |
| --------------- | --------------- | ---- | ----- | ----- | ----- | ----- | ----- | ---- | ----- | ----- | ----- | ----- | ----- | ----- | ---- | ---- | ----- |
|                 | Giro de Italia  | —    | Ab.   | Ab.   | —     | 101.º | 104.º | 79.º | 93.º  | —     | 110.º | Ab.   | —     | 129.º | 92.º | —    | 133.º |
|                 | Tour de Francia | —    | —     | —     | 147.º | —     | 167.º | —    | 117.º | 118.º | —     | 150.º | 154.º | —     | —    | —    | —     |
|                 | Vuelta a España | —    | 131.º | 102.º | 115.º | —     | —     | —    | —     | —     | —     | —     | —     | 152.º | —    | —    | —     |
| Mundial en Ruta | Mundial en Ruta | —    | —     | —     | —     | —     | —     | —    | —     | —     | —     | Ab.   | —     | —     | —    | —    | —     |

—: no participa

Ab.: abandono

## Equipos
- Team Milram (2006-2008)
- Liquigas/Cannondale (2009-2014)
  - Liquigas (2009)
  - Liquigas-Doimo (2010)
  - Liquigas-Cannondale (2011-2012)
  - Cannondale Pro Cycling (2013)
  - Cannondale (2014)
- Quick Step (2015-2019)
  - Etixx-Quick Step (2015-2016)
  - Quick-Step Floors (2017-2018)
  - Deceuninck-Quick Step (2019)
- Cofidis[2] (2020-2021)